# Aranyosi Miksa
Aranyosi Miksa, 1874-ig Goldmann (Kerecsend, 1855. július 16. – Budapest, 1939. január 7.) tanár, iskolaigazgató.

## Élete
Goldmann József és Brack Terézia fia. Középiskolai tanulmányait az egri cisztercita gimnáziumban végezte. Ezután a Budapesti Tudományegyetemen és a Lipcsei Főiskolán tanult, majd a tanári pályára lépett. 1891-ban Fényes Dezsővel közösen megalapította az Aranyosi-féle Felső Kereskedelmi Iskolát, amely egyike lett a kor legismertebb nyilvános jogú magániskoláinak. Megalakulásakor a Nagykorona utcában (ma Hercegprímás utca) működött, majd a Csanády utcába helyezték át. 1894-ben megnyitotta az ország első iskolai műhelyét, melyet később a Kézimunkára Nevelő Országos Egyesület vett át. Az 1924–25. iskolaév végével vonult nyugalomba. A Gyors- és gépírási szakiskola igazgatói tisztségét is betöltötte, s több iskolában is tanított. Alelnöke volt a Kereskedelmi Szakiskolai Tanárok Országos Egyesületének és tagja az Izraelita Magyar Irodalmi Társulatnak. Halálát agyvérzés okozta.
Felesége Mysliwietz Hedvig volt, akivel 1898. március 5-én Budapesten, a Terézvárosban kötött házasságot. 1905-ben elváltak.
A Kozma utcai izraelita temetőben nyugszik (17A-7-4).